# 生活協同組合コープあきた
生活協同組合コープあきた（せいかつきょうどうくみあいコープあきた）は、秋田県秋田市に本部を置く生活協同組合。

## 概要
秋田県で2番目に古い秋田市民消費生活協同組合、横手市に本部を置く秋田県南生活協同組合、仁賀保町（現在のにかほ市）に本部を置き経営破綻した由利生活協同組合の職員5人と組合員50人が立ち上げた、にかほ市の本荘・由利に新しい生協をつくる準備会が合併し、生活協同組合コープあきたとして発足。約8万人の組合員を擁し共同購入、共済、灯油配達、生協店舗の運営を行っている。秋田県単一の生活協同組合である。
当初の計画では、第2フェーズとして、2010年をめどに大館市に本部を置く秋田県北生活協同組合とも合併を計画していたが、同生協は、由利生協が経営破綻した後、出資金を引き出す組合員が相次ぎ、約6億円の内、約1億円が流出した。また、2013年までに16億円もの累積損失を抱えていたため、合併の方針を転換。同年9月21日付けでコープあきたに共同購入、灯油、共済の3事業を譲渡したほか、組合員3万9179人、従業員約70人もほぼコープあきたに移った。譲渡後、秋田県北生協は不動産事業のみを残存させ債務返済のほか清算手続きの準備を進め、2015年10月7日、秋田地裁大館支部に自己破産を申請した。

## 沿革
- 1971年（昭和46年）8月5日 - 秋田市民消費生活協同組合が設立。
- 1983年（昭和58年）10月 - 秋田県南消費生活協同組合が設立。
- 1999年（平成11年）2月 - 本荘・由利に新しい生協をつくる準備会が設立。
- 2006年（平成18年） - 秋田市民生協がコープ東北サンネット事業連合に加盟。
- 2008年（平成20年）
  - 7月8日 - 秋田市民消費生活協同組合、秋田県南消費生活協同組合、本荘・由利に新しい生協をつくる準備会の合併調印式。
  - 9月21日 - 秋田市民消費生活協同組合が秋田県南生協と新しい生協を作る準備会を吸収合併し、生活協同組合コープあきたが設立。
- 2009年（平成21年）7月20日 - 早口生活協同組合を合併。
- 2010年（平成22年）9月14日 - 共同購入県南支部が横手市大屋新町から同市金沢中野に新築、移転[注釈 2][5]。
- 2013年（平成25年）9月21日 - 秋田県北生活協同組合の事業を譲受[6]。
- 2016年（平成28年）10月18日 - みやぎ生活協同組合、いわて生活協同組合、北都銀行などとともに設立した特別目的会社であるコープ東北グリーンエネルギーによる風力発電所「コープ東北羽川風力発電所」が稼働[7][8]。
- 2017年（平成29年）
  - 8月2日 - 茨島店を改装オープン。
  - 9月25日 - 共同購入能代センターを新設。
- 2020年（令和2年）10月19日 - 県内の自治体としては初となる、湯沢市と高齢者支援など8項目の包括連携協定を締結[9]。
- 2021年（令和3年）11月1日 - 共同購入湯沢センターを新設[10]。
- 2025年（令和7年）1月31日 - 2024年度秋田市エイジフレンドリーパートナー表彰式が秋田市役所にて行われ、生活協同組合コープあきたが最優秀賞を受賞[11]。

## 事業所
- 本部/秋田市土崎港北六丁目1-30

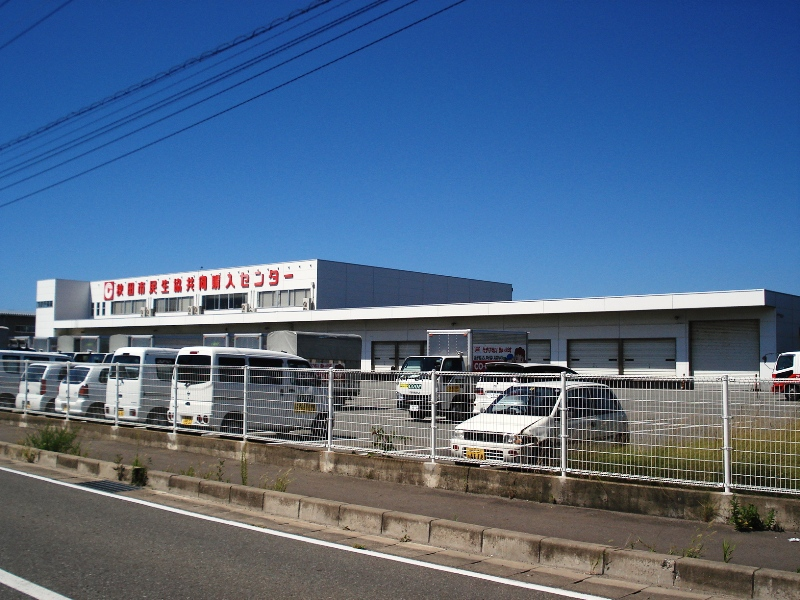
共同購入セットセンター・共同購入中央センター・灯油中央センター

- 共同購入セットセンター・共同購入中央センター・灯油中央センター/秋田市飯島字穀丁大谷地1-20
- 共同購入西センター/秋田市茨島六丁目18-65
- 共同購入男鹿センター/男鹿市船川港比詰字才ノ神90
- 共同購入県南センター/横手市金沢中野字上矢来沢22-1
- 共同購入由利センター/由利本荘市大浦字家後122-4
- 共同購入北センター・灯油北センター/大館市釈迦内字山神社後30-12
- 共同購入能代センター/能代市字臥竜山14-1
- 共同購入湯沢センター/湯沢市成沢字柴山1-3

## 店舗

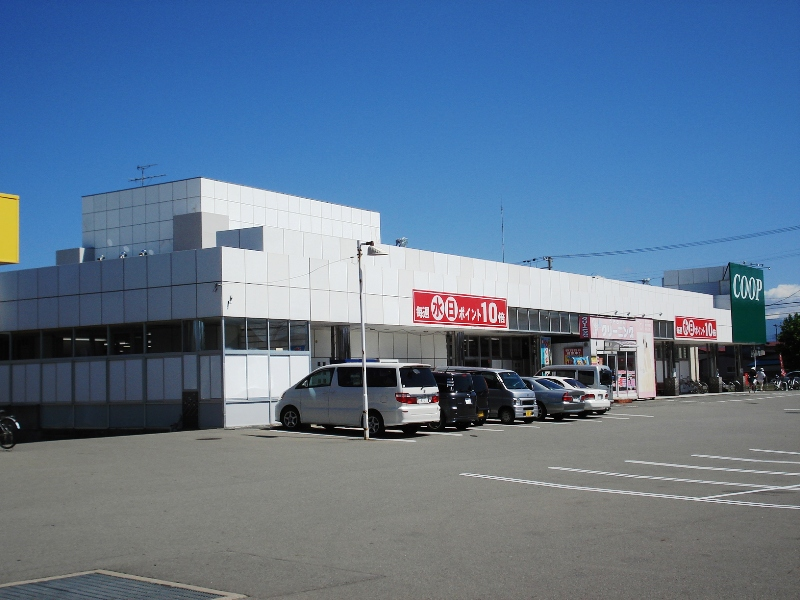
土崎店

- 土崎店/秋田市土崎港北六丁目2-90
- 茨島店/秋田市茨島四丁目19-19